# 나폴레옹의 마을
《나폴레옹의 마을》(일본어: ナポレオンの村 ナポレオンのむら[*])은 2015년 7월 19일부터 9월 20일까지 매주 일요일 21:00 ~ 21:54에 TBS 계열의 〈일요극장〉 시간대에서 방송된 텔레비전 드라마이다. 주연은 카라사와 토시아키.

## 개요
타카노 죠센의 《로마법왕에게 쌀을 먹인 남자 과소의 마을을 구한 수퍼 공무원은 무엇을 했나?》를 원안으로 해, 소멸 직전의 한계 취락을 정비하기 위하여 개혁을 일으키는 〈수퍼 공무원〉의 분투를 그린다.

## 캐스트
- 아사이 에이지 - 카라사와 토시아키
- 미사키 유카리 - 아소 쿠미코
- 토가와 마코토 - 야마모토 코지
- 야마다 다이치 - 무로 츠요시
- 키타 후미오 - 이와마츠 료
- 겐지로 - 호시다 히데토시
- 우시야마 모지 - 나가세 타스쿠
- 미사키 나오토 - 야마시타 켄지로 (3대째 J Soul Brothers)
- 마부치 켄스케 - 하마노 켄타
- 코다 치아키 - 하시모토 마나미
- 스즈키 칸나 - 미즈타니 카호
- 안도 레이 - 센가 유키코
- 사루야마 엔지 - 요시다 유키
- 타카야마 소라 - 카지와라 타쿠토
- 모리야마 미도리 - 우라시마 코지
- 키요 - 사츠키 하루코
- 타미 - 카야시마 나루미
- 요키치 - 타니 하야토
- 코모다 코자부로 - 잇세 오가타
- 후쿠모토 준야 - 사와무라 잇키

## 스태프
- 원안 - 타카노 죠센 《로마법왕에게 쌀을 먹인 남자 과소의 마을을 구한 수퍼 공무원은 무엇을 했나?》 (코단샤)
- 각본 - 니시 코스케
- 주제가 - 히라이 켄 〈너의 고동은 너밖에 울릴 수 없어〉 (아리오라 재팬)
- 프로듀스 - 타카하시 마사나오
- 연출 - 오카모토 싱고, 히라노 슌이치, 츠카하라 아유코
- 제작 저작 - TBS

## 방송 일자
| 각 화                                     | 방송일          | 부제                                                                     | 연출            | 시청률 |
| ----------------------------------------- | --------------- | ------------------------------------------------------------------------ | --------------- | ------ |
| 제1화                                     | 2015년 7월 19일 | 디즈니 영화처럼 꿈이 있는 기적의 마을 부흥                               | 오카모토 싱고   | 12.7%  |
| 제2화                                     | 7월 26일        | 도시로부터의 이주 가족…어머니에게 보내는 한여름 밤의 기적                | 오카모토 싱고   | 7.4%   |
| 제3화                                     | 8월 9일         | 절경 타키츠보 레스토랑! 죽은 아내와의 약속…30년 너머 프로포즈            | 츠카하라 아유코 | 9.1%   |
| 제4화                                     | 8월 16일        | 남녀 12인 여름 이야기!? 혼례 맞선 대작전!                                | 오카모토 싱고   | 8.5%   |
| 제5화                                     | 9월 6일         | 최후의…궁극의 마을 부흥! 장대한 지저호에서 서투른 아버지와 아들의 대모험 | 히라노 슌이치   | 7.9%   |
| 제6화                                     | 9월 13일        | 매도된 고향…최후의 싸움! 매우 소중한 사람들을 위해서                     | 히라노 슌이치   | 10.2%  |
| 최종화                                    | 9월 20일        | 안녕 수퍼 공무원! 최후의 싸움…기사회생의 작전이란                        | 오카모토 싱고   | 6.9%   |
| (시청률은 칸토 지구·비디오 리서치사 조사) |                 |                                                                          |                 |        |

- 첫회 25분 확대 (21:00 ~ 22:19).
- 제2 ~ 3·5화 15분 확대 (21:00 ~ 22:09).
- 8월 2일, 23일, 30일은 휴지.